# 艾瑞克·譚姆斯
艾瑞克·譚姆斯（英語：Eric Thames，1986年11月10日—），是美國的棒球運動員之一，曾效力於美國職棒多倫多藍鳥隊、西雅圖水手隊、密爾瓦基釀酒人隊、華盛頓國民隊；韓國職棒NC恐龍隊及日本職棒讀賣巨人隊，守備位置為一壘手及外野手。

## 生平

### 美國職棒時期
2007年大聯盟選秀會上，被紐約洋基隊以第39輪第1191順位選進，但並未簽約，選擇繼續就讀佩珀代因大學，但在一場比賽中不慎弄傷了他的股四頭肌，導致股四頭肌有撕裂傷，2008年，再度參加大聯盟選秀會，本預計會在三輪內被挑選中，但因為股四頭肌有傷勢，因此直到第7輪第219順位才被多倫多藍鳥隊選中，也因此開啟職棒生涯。
2010年，在2A球隊新罕布什爾州費雪貓隊整季共擊出27支全壘打、104分打點，2011年，升上3A，並在所屬的拉斯維加斯51區隊中出賽36場比賽，打擊率0.342、有6支全壘打及30分打點，並於同年5月18日升上大聯盟，該場比賽他擔任指定打擊，2打數1安打，並有1打點。
2012年7月31日，被交易到西雅圖水手隊，並在水手隊出賽40場比賽，打出27支安打，6支全壘打，打擊率0.220。
2013年，還未升上大聯盟就被交易到巴爾的摩金鶯隊，並在9月1日遭到DFA，9月5日，和休士頓太空人隊簽約，並在季末遭到釋出。

### 韓國職棒時期
2013年12月10日，韓國職棒剛創立不久的新球隊NC恐龍宣布和Thames簽約，同時也是隊史首位外籍野手，2014年，整季出賽125場比賽，打出152支安打，其中有37支全壘打，121分打點，打擊率0.343，其全壘打數和打點數皆排名第二，成為該年的「雙亞王」，季末球團也與其續約。
2015年4月9日，對戰起亞虎隊擊出完全打擊，是韓國職棒史上第16人達成，8月11日，二度達成完全打擊，為韓國職棒史上首位單季兩次完成完全打擊的球員，10月2日，達成40轟40盜，不但是韓國職棒首位，更是亞洲第一人，總計2015年的成績為142場出賽，180支安打、47支全壘打、40次盜壘，打擊率0.381，其中長打率及OPS等進階數據更創下了韓國職棒的新高紀錄，該年季末也囊括了MVP、一壘手金手套等獎項，為他的生涯年。
2016年，連續兩年都打出40支全壘打，不過在季末因為酒駕遭到禁賽9場比賽及罰款500萬韓元，不過卻不影響他的手感，在季後賽及韓國大賽中各擊出一支全壘打，但最後NC恐龍隊以4:0遭到斗山熊隊在韓國大賽中被橫掃，無緣隊史首座總冠軍。

### 重返美國職棒
2016年11月29日，密爾瓦基釀酒人隊宣布簽下Eric Thames，合約總值為三年1500萬美元，第四年有750萬美元的選擇權或100萬美元的買斷金，宣告正式重返大聯盟，2017年季初一度成為聯盟的全壘打王，甚至在8月對戰辛辛那提紅人隊的比賽中擊出對戰紅人隊的第10支全壘打，這也是釀酒人隊首位對戰紅人隊擊出10支全壘打的球員，而2017年出賽138場比賽，116支安打及31支全壘打等數據，皆為大聯盟生涯新高，季末更回到韓國觀看前東家NC恐龍隊的比賽，並在季後賽中擔任開球嘉賓。
2018年，於4月24日對戰皇家隊的比賽中不慎傷到左手拇指尺骨副韌帶，因此必須動手術，預計休養6至8周。
2019年季末，釀酒人隊選擇不執行Thames的750萬美元選擇權，將以100萬美元買斷，因此成為自由球員，2020年1月7日，華盛頓國民隊以一年400萬美元簽下Thames，但受到COVID-19的影響，大聯盟該季宣布賽季縮水至60場，使得Thames只有出賽41場比賽，打出25支安打，3支全壘打，打擊率僅0.203，季末成為自由球員。

### 日本職棒時期
2020年12月30日，和讀賣巨人隊簽下合約，來季將轉戰日本職棒，不過好景不常。首先受到COVID-19持續影響，外籍球員皆延誤到日本的時間，終於在4月27日，Thames等到登上日職一軍的初登板，但就在3局下守備時意外受傷，後被診斷出右腳阿基里斯腱斷裂，整季報銷，因此他在日本職棒僅出賽1場，就黯然離開，結束日本之旅。

### 三度重返美國
2022年2月18日，和奧克蘭運動家隊簽下小聯盟合約，5月10日，遭到釋出。
2023年2月16日，於社群網站Instagram上宣布退休，結束15年的球員生涯。

## 職棒生涯成績

### 美國職棒
| 年度 | 球隊           | 出賽 | 打數 | 安打 | 全壘打 | 打點 | 盜壘 | 三振 | 四死 | 壘打數 | 雙殺打 | 打擊率 | 上壘率 | 長打率 |
| ---- | -------------- | ---- | ---- | ---- | ------ | ---- | ---- | ---- | ---- | ------ | ------ | ------ | ------ | ------ |
| 2011 | 多倫多藍鳥     | 95   | 362  | 95   | 12     | 37   | 2    | 88   | 28   | 165    | 7      | 0.262  | 0.313  | 0.456  |
| 2012 | 多倫多藍鳥     | 46   | 148  | 36   | 3      | 11   | 0    | 40   | 10   | 54     | 7      | 0.243  | 0.288  | 0.365  |
| 2012 | 西雅圖水手     | 40   | 123  | 27   | 6      | 14   | 1    | 47   | 6    | 54     | 0      | 0.220  | 0.256  | 0.439  |
| 2012 | 合計           | 86   | 271  | 63   | 9      | 25   | 1    | 87   | 16   | 108    | 7      | 0.232  | 0.273  | 0.399  |
| 2017 | 密爾瓦基釀酒人 | 138  | 469  | 116  | 31     | 63   | 4    | 163  | 87   | 243    | 6      | 0.247  | 0.359  | 0.518  |
| 2018 | 密爾瓦基釀酒人 | 96   | 247  | 54   | 16     | 37   | 7    | 97   | 35   | 118    | 3      | 0.219  | 0.306  | 0.478  |
| 2019 | 密爾瓦基釀酒人 | 149  | 396  | 98   | 25     | 61   | 3    | 140  | 65   | 200    | 0      | 0.247  | 0.346  | 0.505  |
| 2020 | 華盛頓國民     | 41   | 123  | 25   | 3      | 12   | 1    | 42   | 18   | 39     | 2      | 0.203  | 0.300  | 0.317  |
| 合計 | 6年            | 605  | 1868 | 451  | 96     | 235  | 18   | 617  | 249  | 873    | 25     | 0.241  | 0.325  | 0.467  |

### 韓國職棒
| 年度 | 球隊   | 出賽 | 打數 | 安打 | 全壘打 | 打點 | 盜壘 | 三振 | 四死 | 壘打數 | 雙殺打 | 打擊率 | 上壘率 | 長打率 |
| ---- | ------ | ---- | ---- | ---- | ------ | ---- | ---- | ---- | ---- | ------ | ------ | ------ | ------ | ------ |
| 2014 | NC恐龍 | 125  | 443  | 152  | 37     | 121  | 11   | 99   | 70   | 305    | 6      | 0.343  | 0.422  | 0.688  |
| 2015 | NC恐龍 | 142  | 472  | 180  | 47     | 140  | 40   | 91   | 121  | 373    | 7      | 0.381  | 0.497  | 0.790  |
| 2016 | NC恐龍 | 123  | 436  | 140  | 40     | 121  | 13   | 103  | 92   | 296    | 2      | 0.321  | 0.427  | 0.679  |
| 合計 | 3年    | 390  | 1351 | 472  | 124    | 382  | 64   | 293  | 289  | 974    | 15     | 0.349  | 0.451  | 0.721  |

- 粗體字為該年度聯盟最高，紅字為聯盟記錄

### 日本職棒
| 年度 | 球隊     | 出賽 | 打數 | 安打 | 全壘打 | 打點 | 盜壘 | 三振 | 四死 | 壘打數 | 雙殺打 | 打擊率 | 上壘率 | 長打率 |
| ---- | -------- | ---- | ---- | ---- | ------ | ---- | ---- | ---- | ---- | ------ | ------ | ------ | ------ | ------ |
| 2021 | 讀賣巨人 | 1    | 2    | 0    | 0      | 0    | 0    | 2    | 0    | 0      | 0      | 0.000  | 0.000  | 0.000  |
| 合計 | 1年      | 1    | 2    | 0    | 0      | 0    | 0    | 2    | 0    | 0      | 0      | 0.000  | 0.000  | 0.000  |

## 外部連結
- 艾瑞克·譚姆斯在台灣棒球維基館上的頁面（繁體中文）
- This article has no link in Wikidata
- {{Instagram}}模板缺少ID且维基数据中无相应数据。